# Joseph de Hesse-Rotenbourg
Joseph de Hesse-Rotenbourg (23 septembre 1705 – 24 juin 1744) est un prince de Hesse-Rotenbourg.

## Biographie
Né à Langenschwalbach, il est l'aîné d'Ernest-Léopold de Hesse-Rheinfels-Rotenbourg et sa femme Éléonore de Lowenstein-Wertheim-Rochefort. Il est l'héritier présomptif du landgraviat de Hesse-Rheinfels-Rotenbourg de sa naissance jusqu'à sa mort.
Il est le frère de Polyxène, future reine de Sardaigne; Caroline, future princesse de Condé, épouse de Louis IV Henri de Bourbon-Condé, Premier Ministre de la France. Sa plus jeune sœur Christine est la princesse de Carignan, mère de la princesse de Lamballe.
Il épouse le 9 mars 1726 à Anholt, Christine de Salm (29 avril 1707 - 19 août 1775), fille de Louis-Othon de Salm, et de la princesse Albertine de Nassau-Hadamar. Le couple a quatre enfants, dont deux morts jeunes.
Il meurt avant ses parents au palais de Rotenburg an der Fulda (Schloss Rotenburg). 
En 1753, son épouse se remarie avec Nicolas-Léopold, prince de Salm-Salm, mais n'en a pas d'enfants. 
Son plus jeune frère Constantin de Hesse, lui succède comme prince héréditaire et sera plus tard landgrave de Hesse-Rotenbourg.

### Descendance
- Victoria de Hesse-Rotenbourg (25 février 1728 – 1er juillet 1792) mariée en 1745 avec Charles de Rohan, Prince de Soubise, un très proche de Louis XV dont elle est la troisième épouse, sans enfant ;
- Marie Ludovika Éléonore de Hesse-Rotenbourg (18 avril 1729 – 6 janvier 1800) mariée avec Frédéric Ernest Maximilien de Salm-Salm, duc de Hoogstraeten, (descendance);
- Léopoldine Dorothée Élisabeth Marie de Hesse Rotenbourg (1er octobre 1731 – ?) mourut en bas âge;
- Ernest de Hesse Rotenbourg (28 mai 1735 – 6 juin 1742).